# Love & Basketball
Love & Basketball è un film del 2000 diretto da Gina Prince-Bythewood e prodotto da Spike Lee.

## Trama
La trama ha inizio nella Los Angeles del 1981, quando Monica e Quincy diventano amici. Tutti e due sognano un futuro nell'NBA, come il papà  di Quincy. Il loro rapporto di affetto continua fin oltre il liceo, quando tra i due scatta la scintilla dell'amore. In seguito al rapporto travagliato tra Quincy e il padre, la relazione tra i due subisce una rottura. I due si ri-incontreranno in seguito, entrambi giocatori di basket professionisti. Una storia di odio-amore dai tratti piacevolmente romanzeschi e dall'attitudine positiva, profonda ma leggera allo stesso tempo.

## Riconoscimenti
- Independent Spirit Awards 2001
  - Miglior sceneggiatura d'esordio
- 2023
  - è stato selezionato per la conservazione nel National Film Registry degli Stati Uniti dalla Biblioteca del Congresso come "culturalmente, storicamente o esteticamente significativo".